# سعد التسولي
سعد التسولي ممثل مغربي من مواليد الدارالبيضاء سنة 1969، ينحدر من مدينة تازة شمال المغرب. و هو ابن الفنان القدير محمد التسولي.
شارك في عدة أعمال مغربية نالت شهرة داخل المغرب وخارجه، من أشهر أعماله فيلم قسم رقم 8 مع زوجته الفنانة فاطمة خير، وبطل مسلسل ماريا نصار رفقة الممثلة والمخرجة سامية أقريو.

## أعماله

### أفلام
- سعيدة: 2002
- الشاهدة: 2003
- قسم رقم 8: 2004
- سمك القرش: 2005
- أولاد البلاد: 2010

### مسلسلات
- السراب: 1998
- ذئاب في دائرة: 1997
- موعد مع المجهول: 2004
- ماريا نصار: 2006
- لبريكاد: 2007
- لبريكاد 2: 2012
- الصفحة الأولى: 2018

## روابط خارجية
- سعد التسولي على موقع IMDb (الإنجليزية)
- سعد التسولي على موقع ألو سيني (الفرنسية)